# Otto Schulze (Maler)
Otto Schulze, auch Otto Schulze-Elberfeld oder Otto Schulze der Jüngere (* 22. Dezember 1898 in Darmstadt; † 3. November 1976 in Wuppertal), war ein deutscher Maler, Grafiker und Kunstpädagoge.

## Leben
Otto Schulze wurde als Sohn des Kunstkritikers und Verlegers Otto Schulze-Köln und dessen Ehefrau Selma Marnitz in Darmstadt geboren. Durch seinen Vater, der Mitte der 1900er Jahre zum Direktor der Handwerker- und Kunstgewerbeschule Elberfeld berufen wurde, kam er nach Elberfeld. Schulze nahm als Soldat am Ersten Weltkrieg teil und trat in den 1920er Jahren als expressionistischer Maler hervor. Er wurde 1924 Lehrer für Naturstudium, Malen und Zeichnen und Professor an der Kunstgewerbeschule Elberfeld. In der 1929 gebildeten Stadt Wuppertal erhielt diese Schule – vereinigt mit der Kunstgewerbeschule Barmen – in den 1930er und 1940er Jahren den Namen Meisterschule für das gestaltende Handwerk Wuppertal, später hieß sie Werkkunstschule Wuppertal. Mit Ausnahme des Kriegsdienstes in den Jahren 1939 bis 1945 unterrichtete er bis 1967 an dieser Schule, ehe Jupp Ernst seine Stelle übernahm. Ab 1950 war Schulze im Ring bergischer Künstler aktiv.
Am 8. Dezember 1932 heiratete er die Künstlerin und Illustratorin Sulamith Wülfing. Seine Frau hatte er im Studium kennengelernt. 1929 gründete er mit ihr einen Kunstverlag. Das Paar erwarb in Wuppertal-Hahnerberg einen bergischen Kotten. In dem aus- und umgebauten Haus wohnten sie mit Sohn und Schwiegermutter. Schulze starb im Alter von fast 78 Jahren in Wuppertal.